# Oslofjord (Schiff, 1993)
Die Oslofjord ist ein 1993 in Dienst gestelltes Fährschiff. Es wurde bis Oktober 2023 von der norwegischen Reederei Fjord Line eingesetzt. Anfang 2024 wurde es an die kroatische Reederei Jadrolinija verkauft und in Dalmacija umbenannt.

## Geschichte

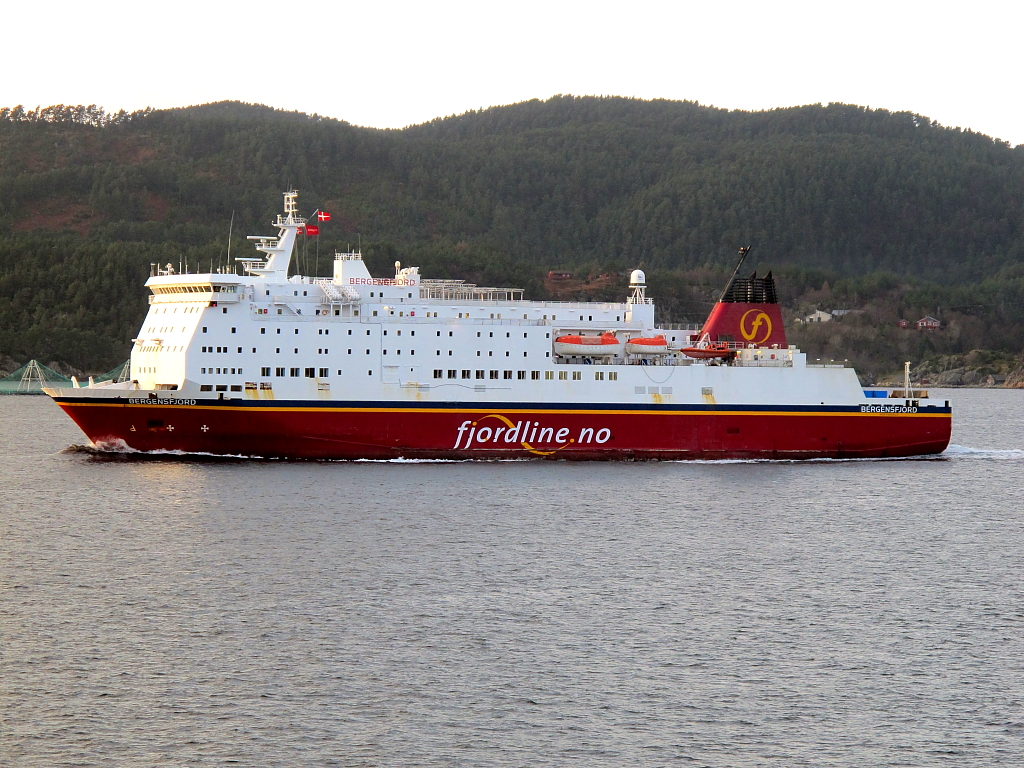
Das Schiff als Bergensfjord

Das Schiff wurde 1993 auf der norwegischen Werft Fosen Mekaniske Verksteder A/S in Rissa als Bergen gebaut. Der Rumpf wurde von der Werft Bruces Verkstad A/B zugeliefert. Die Kiellegung fand am 27. September 1992, der Stapellauf am 29. Januar 1993 statt. Die Fertigstellung des Schiffes erfolgte am 1. Juni 1993.
Das Schiff wurde für die Fjord Line gebaut, die es zwischen Dänemark und Norwegen einsetzte. Von 2003 bis November 2005 war das Schiff an die Reederei DFDS verchartert und bediente als Duchess of Scandinavia die Strecke zwischen Cuxhaven und Harwich. Nach Ende des Charters wurde das Schiff an Fjord Line zurückgegeben und unter dem neuen Namen Atlantic Traveller auf der Strecke zwischen Hanstholm in Dänemark nach Egersund, Haugesund und Bergen eingesetzt.
Während eines Werftaufenthaltes in Fredericia (Dänemark) vom 6. bis 21. Januar 2008 wurde das Schiff umfangreich modernisiert und in Bergensfjord umbenannt.
Am 4. Juni 2013 unterschrieb die Reederei mit der Werft STX Finland einen Vertrag zum Umbau des Schiffes. Es wurde ab dem 1. Oktober 2013 für 30 Millionen Euro in Rauma umgebaut und ab Juni 2014 als Oslofjord auf der Route Sandefjord – Strömstad eingesetzt. Ende Oktober 2023 wurde die Fährverbindung eingestellt und das Schiff in Hirtshals aufgelegt.
Anfang 2024 wurde das Schiff an die kroatische Reederei Jadrolinija verkauft, die das in Dalmacija umbenannte Schiff im Fährverkehr zwischen Kroatien und Italien einsetzen will.

## Zwischenfälle
Am Morgen des 28. Juni 2007 stieß das Schiff (damals unter dem Namen Atlantic Traveller) beim Auslaufen aus dem dänischen Fährhafen Hanstholm mit der Mole zusammen, nachdem es von einer starken Windböe erfasst wurde. Verletzt wurde niemand. Das Schiff wurde so stark beschädigt, dass zur Reparatur alle Abfahrten vorübergehend abgesagt werden mussten. Am 5. Juli 2007 wurde der Fährbetrieb wieder aufgenommen.
Am 4. Januar 2010 erlitt das Schiff einen Getriebeschaden und lag fest. Erneut wurden alle Fahrten abgesagt. Am 19. Januar 2010 wurde der reguläre Betrieb wieder aufgenommen.

## Daten
Das Schiff ist 134,40 Meter lang und 24 Meter breit und besitzt eine Kapazität von 882 Passagieren, 207 Kabinen sowie 150 Pkw und 45 Lkw oder alternativ 300 Pkw. An Bord befinden sich neben Restaurants, Bars und einer Cafeteria auch ein Kino, ein Casino und ein Bereich mit Videospielen.